# Niconico生放送
Niconico生放送（日语：ニコニコ生放送）是Dwango提供的視頻直播服務。雖然服務名稱上帶有「生放送」（直播）一詞，但此服務並不是透過廣播訊號來發送，而是使用網路傳遞直播影片。

## 簡介
Niconico動畫增加的附屬應用服務，具有類似於Niconico動畫的評論功能，另外也可在此服務上進行即時聊天。直播的內容含有Niwango運營的「官方節目」、官方頻道發佈的「頻道生放送」以及普通用戶建立的「用戶生放送」，屬於會員增值服務。
由於能提供服務資源有限，因此產生了Niconico動畫所擁有的優先收看標準：免費內容會優先提供給一般付費會員和高級付費會員收看；付費內容會由已訂閱的高級付費會員、已訂閱的普通付費會員、無訂閱的所有付費會員、按次訂閱的非付費會員這四個級別依序逐級限制（不保證能一直收看）。當服務資源受到限制時，会優先限制低保障级别的用户以維持資源平衡。
一般情況下，「Niconico生放送」和「Niconico頻道」是互補的關係。「生放送」顧名思義就是發布即時性的視頻，「頻道」則是儲存並發布已結束直播的備份媒體。2010年以後選擇Niconico作為發布管道發布的影片，會提供「Niconico生放送」和「Niconico頻道」這兩種服務。「生放送」播放完畢後的影片會轉由「頻道」繼續發布。Niconico頻道限定一周免費觀看，之後只允許付費會員收看。